# Holoproteína
Holoproteína é a proteína completa, constituída por sua cadeia polipeptídica com o grupo prostético.
Uma proteína pode ser composta exclusivamente por aminoácidos (em que se diz tratar-se de uma proteína simples, caso da maioria das proteínas). Porém, existem proteínas que apresentam componentes (íons ou moléculas) que não são aminoácidos (tal proteína passa a ser chamada de complexa, conjugada, heterogênea, ou ainda em uma palavra: heteroproteína).
Holoproteína (do grego holos: 'todo') trata-se de uma proteína complexa que está completa, associada a um grupo prostético. Esse grupo pode ser orgânico (vitaminas, lipídios e glicídios, como principais exemplos) ou mineral (cátions e ânions).
A equação abaixo resume com clareza o que é uma Holoproteína:
Holoproteína = Apoproteína + Grupo Prostético
Em que Apoproteína (do greto apos: 'afastado') é a parte equivalente a uma proteína simples (composta apenas por aminoácidos), ou seja, sem seu grupo prostético.
O grupo prostético ou ainda radical prostético trata-se de um íon ou de alguma molécula diferente de um aminoácido. No caso de enzimas (que são proteínas catalisadoras) o radical prostético é chamado de co-enzima (se for orgânico) ou co-fator (caso inorgânico).
Portanto, uma Holoproteína não é uma proteína simples, precisando de um radical para ser tornar funcional. O radical prostético muitas vezes une apoproteínas. Exemplo clássico: a hemoglobina é formada por duas apoproteínas iguais denominadas α, duas β e quatro grupos heme que contêm Ferro. O que justifica a falta de ar causada pela anemia ferropriva (carência de cátions Ferro na dieta gerando problemas fisiológicos).